# Dixus genohensis
Dixus genohensis – gatunek chrząszcza z rodziny biegaczowatych i podrodziny Harpalinae.
Gatunek ten opisany został po raz pierwszy w 2018 roku przez Saeda Azadbakhsha i Ericha Kirschenhofera na łamach pisma „Calodema”. Jako miejsce typowe wskazano górę Geno w irańskim ostanie Hormozgan.
Chrząszcz o ciele długości 10,8 mm i szerokości 3,6 mm, ubarwiony czarniawo z nieco rozjaśnionymi stopami. Głowa jest punktowana, zaopatrzona w silnie podzieloną na dwa płaty wargę górną, małe oczy, sięgające nieco poza podstawę przedplecza czułki oraz nieco słabiej wykrojone i mniej wypukłe niż u D. interruptus skronie. Poprzeczne, tak szerokie jak głowa, lekko wypukłe przedplecze ma punktowaną powierzchnię, lekko wypukłą tylną krawędź, wystające kąty przednie i rozwarte kąty tylne. Pokrywy są wypukłe, najszersze za środkiem, o płaskich i niemal niepunktowanych międzyrzędach oraz dobrze wykształconych barkach. Genitalia samca mają płat środkowy edeagusa dość krótki i na szczycie zaokrąglony.
Owad palearktyczny, znany wyłącznie z Iranu.